# Домажир (гміна)
Ґміна Домажир (пол. Gmina Domażyr) — колишня (1934—1939 рр.) сільська ґміна Грудецького повіту Львівського воєводства Польської республіки (1918—1939) рр. Центром ґміни було село Домажир.

1 серпня 1934 р. було створено ґміну Домажир у Грудецькому повіті. До неї увійшли сільські громади: Домажир, Ямельна, Карачинув, Пожече Яновскє, Роттенган, Шонталь, Страдч, Вєлькополє, Вроцув, Зєлюв і Жорніска.

У 1939 році територія була зайнята СРСР і ґміна ввійшла до складу Львівської області.